# Kanada i olympiska vinterspelen 1988
Kanada deltog med 113 deltagare vid de olympiska vinterspelen 1988 i Calgary. Totalt vann de två silvermedaljer och tre bronsmedaljer.

## Medaljer

### Silver
- Brian Orser - Konståkning.
- Elizabeth Manley - Konståkning.

### Brons
- Karen Percy - Alpin skidåkning, störtlopp.
- Karen Percy - Alpin skidåkning, Super-G.
- Tracy Wilson och Robert McCall - Konståkning, isdans.